# Momo Chahine
Mohamed „Momo“ Chahine (* 20. Mai 1996) ist ein deutscher Sänger, Social-Media-Teilnehmer und Reality-TV-Teilnehmer aus Berlin.

## Leben
Momo Chahine wurde in Berlin geboren. Seine Eltern stammen ursprünglich aus dem Libanon. Er hat eine Ausbildung zum Chemikanten angefangen. Er lebt allerdings schon lange Zeit im Ruhrgebiet und war dort auch lange Zeit als Fußballer aktiv. Unter anderem bei den Sportfreunden Wanne-Eickel und dem SV Wanne 11.

## Karriere
2019 nahm er an „Deutschland sucht den Superstar“ teil. Er schaffte es bis in die zweite Mottoshow. Er belegte damit den siebten Platz.
2020 nahm er an der RTL-2-Show „Kampf der Realitystars“ teil. Die Show fand in Thailand statt. Momo belegte den siebten Platz. In der siebten Folge wurde er herausgewählt.
Momo betreibt einen eigenen YouTube-Kanal. Auf diesem veröffentlicht er Unterhaltungsvideos und eigene Musikvideos.

## Filmografie

### Fernsehen
- 2019: Deutschland sucht den Superstar (RTL)
- 2020: Kampf der Realitystars (RTL2)

## Diskografie

### Singles
- 2019: Ich will dass du weisst
- 2020: Jolie
- 2020: Santa Monica
- 2020: Baila (mit Jeje Lopes)
- 2020: Ya Habibi
- 2020: Vollmond (mit Florentina)
- 2021: Labyrinth
- 2021: Kille Dich (mit Florentina)
- 2021: Nur mit dir
- 2021: Je ne sais pas (mit Luqe)
- 2021: Nur da (mit Terry Joe)
- 2021: Allein
- 2022: Letzter Anruf
- 2022: Gegenstück
- 2022: Zina
- 2022: Galerie (mit Zcalacee)
- 2022: Sehnsucht
- 2023: Perfekt
- 2023: Egal (Na na na) (#13 der deutschen Single-Trend-Charts am 26. Mai 2023[4])
- 2023: Cola Light
- 2023: Titanic
- 2024: 112
- 2024: Beautiful Girl
- 2024: Sing für mich
- 2024: Yin & Yang (mit Dela)
- 2024: Wenn ein Lied
- 2024: Brich mein Herz (mit Seyed)
- 2025: Nur ein Ja
- 2025: Alé Alé Alé
- 2025: Playboy (mit Marie Wegener, Kay One & Leon Machère)